# Socialismo com face humana

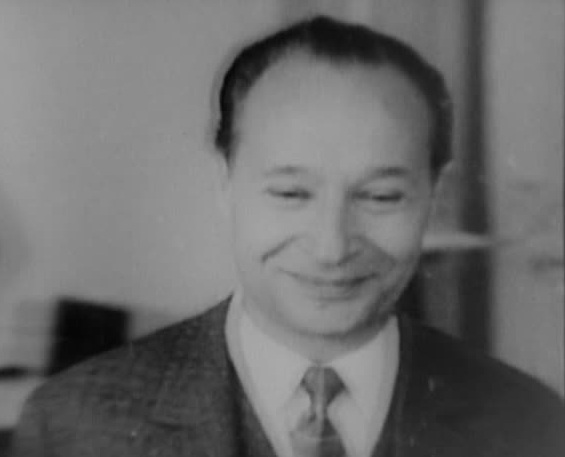
Alexander Dubček foi o principal líder do socialismo com rosto humano na Checoslováquia

O socialismo com rosto humano ou socialismo com face humana (em tcheco/checo:  socialismus s lidskou tváří e em em eslovaco:  socializmus s ľudskou tvárou) foi um programa político anunciado por Alexander Dubcek e seus colaboradores acordado no Presidium do Partido Comunista da Checoslováquia de abril de 1968,  depois que se tornou presidente do Partido em janeiro de 1968.
Foi um processo ameno de democratização e liberalização política que ainda permitiria que o Partido Comunista mantivesse o poder real. Os eventos que resultam da aplicação deste programa na República Socialista da Checoslováquia são conhecidos como Primavera de Praga. Terminou com a invasão da Tchecoslováquia pelas tropas do Pacto de Varsóvia, que foi seguido pela "normalização" política, social e econômica do país.